# ليليان غونسالفيس
ليليان غونسالفيس (بالبرتغالية: Lilian Cristina Lopes Gonçalves‏) مواليد 1979 ، هي لاعبة كرة سلة برازيلية سابقة. شاركت في الألعاب الأولمبية الصيفية 2000.

## الميداليات
| الميدالية | المسابقة                       |
| --------- | ------------------------------ |
| برونزية   | الألعاب الأولمبية الصيفية 2000 |

## روابط خارجية
- ليليان غونسالفيس على موقع الاتحاد الدولي لكرة السلة (الإنجليزية)
- ليليان غونسالفيس على موقع كرة السلة الأوروبية.كوم (الإنجليزية)
- ليليان غونسالفيس على موقع بروبوليرز (الإنجليزية)
- ليليان غونسالفيس على موقع سبورتس رفرنس (الإنجليزية)
- ليليان غونسالفيس على موقع أوليمبيديا (الإنجليزية)
- ليليان غونسالفيس على موقع اللجنة الأولمبية البرازيلية (البرتغالية)